# ヴィーナスフォート
ヴィーナスフォート（VenusFort）は、東京都江東区青海にかつて存在したパレットタウンウエストモール内のショッピングモール。森ビルが運営していた。
イマーシブフォート東京建設に伴い、2022年3月27日に閉館した。

## 概要
「女性のためのテーマパーク」と銘打ち整備されたテーマパーク型ショッピングモールで、1999年（平成11年）8月25日に開業した。
開業当初のロゴフォントは、全て大文字のVENUSFORTであった。
2010年（平成22年）までは森ビルとエスシステムが折半出資した株式会社ヴィーナスフォートが運営していたが、後に森ビルに移管されている。
オープン時の店舗フロアは、ウエストモールの2 - 3階のみだった。しかし、2006年（平成18年）4月29日にリニューアルを行った際、それまで独立した商業施設「サンウォーク」（森ビル運営）だったウエストモール1階部分を「ヴィーナスフォートファミリー（後にヴィーナスファミリーに再改称）」と改称して一体運営化した。「ヴィーナスファミリー」は、ペット連れ可能なフロアとなっている。さらに2009年（平成21年）12月11日には、3階部分がリニューアルされ、東京23区内では初のアウトレット「ヴィーナスアウトレット」となった。これは通常店舗とアウトレットが同一施設に同居する初のケースである。
総合プロデュースは『ファイナルファンタジーシリーズ』の生みの親で、スクウェア（現スクウェア・エニックス）の創業者である宮本雅史。モール内は17 - 18世紀の南フランスや北イタリア のような中世ヨーロッパ の美しい街並みが再現され、日本初となる「全天候型」の照明演出で、天井には青空や夕焼けが刻々と映し出されるほか、噴水広場も設けた。店舗はファッション・雑貨・化粧品・レストランなど160店ほどが出店していた。
館内の音響は、BOSE社のBMS（ビジネスミュージックシステム）を採用していた。
フジテレビ系列で不定期に放送されているバラエティ番組『逃走中』の逃走エリアとしても使用されており、過去には教会広場が『2015 FNS歌謡祭』の会場の一つとして使用されたことがあった。

## 施設の閉館について
当初は、2010年（平成22年）6月に借地契約の期限が終了となるため、パレットタウン全体の撤去に伴って当施設も営業を終了し撤去される予定であった。2008年（平成20年）、パレットタウンの跡地にホテル、オフィス、商業施設やエンターテイメント施設、新型観覧車などを建設する計画が発表された。森ビルとトヨタ自動車が再整備を行い、当初の計画では2013年（平成25年）の開業を予定していた が、リーマン・ショックによる経済状況の悪化などを理由に当施設を含むパレットタウンの解体は延期され、営業も当面継続されることとなった。
その後、計画内容は大幅に変更され2020年（令和2年）には、前述の2社に加えトヨタグループの東和不動産（現：トヨタ不動産）がバスケットボールをメイン用途にしたスポーツアリーナ（多目的アリーナ）を建設するほか、新規商業施設を含む複合施設が2025年（令和7年）を目処に開業するという新たな再開発計画が発表された（アリーナの名称は「TOYOTA ARENA TOKYO」）。この計画に伴い、当施設は2022年（令和4年）3月27日に営業を終了し、23年の歴史に幕を閉じた。
ただし、上記の開発計画にはヴィーナスフォート跡地は含まれておらず、森ビルは開発計画を引き続き検討しているものの決まっていないため、遊休施設の利活用として閉館後の本建物を暫定的に活用した屋内型テーマパーク「イマーシブ・フォート東京」（運営：刀社グループ）が2024年3月1日に開業した。

## アクセス
- ゆりかもめ青海駅から直結
- りんかい線東京テレポート駅から徒歩3分